# Bambi-Verleihung 2017
Die 69. Bambi-Verleihung fand am 16. November 2017 im Stage Theater in Berlin statt. Sie wurde von Barbara Schöneberger und Florian Silbereisen moderiert und live im Ersten übertragen.

## Veranstaltung

### Sehbeteiligung
Die Verleihung hatte eine Sehbeteiligung von 4,04 Millionen, was einem Marktanteil von 15 Prozent entspricht. Sie hatte damit gegenüber Die Bergretter im ZDF und auch gegenüber The Voice of Germany auf ProSieben das Nachsehen.

### Der Publikumsbambi
Der Publikumspreis bei der Bambi-Verleihung 2017 suchte den Besten Moderator. Nominiert waren Kai Pflaume, Johannes B. Kerner, Elton und Frank Buschmann. Die Abstimmung wurde von Kai Pflaume gewonnen.

### Unsere Erde
In der Kategorie Unsere Erde wurden zwei Bambis vergeben. Zunächst erhielt Arnold Schwarzenegger einen Bambi, weil er mit seiner Organisation R20 Regions of Climate Actions gegen den Klimawandel kämpft und sich dabei gegen den ebenfalls republikanischen Präsidenten Donald Trump stellt.
Den zweiten Bambi in dieser Kategorie erhielten die Schwestern Melati und Isabel Wijsen aus Bali, die 2013 im Alter von zwölf bzw. zehn Jahren die Organisation Bye Bye Plastic Bags gründeten. Sie setzen sich für ein Verbot von Einmalplastiktüten ein. Dazu starteten sie Petitionen, veranstalteten Strandreinigungen und versorgen die Einwohner des Dorfes Pererenang mit Papier- und Stofftüten um das Dorf plastikfrei zu bekommen. Mittlerweile haben sie vom balinesischen Gouverneur die offiziell verbindliche Zusage, sich für ein Verbot von Plastiktüten ab 2018 einzusetzen. Im September 2015 stellten sie ihre Erfahrungen bei einem TEDTalk in London vor.

### Stille Helden
Waltraud Hubert arbeitet als Krankenschwester in der Kinderdemenz-Ambulanz des Universitätsklinikums Hamburg-Eppendorf. Dort betreut sie Kinder, die an Krankheiten wie Leukodystrophie oder Neuronale Ceroid-Lipofuszinose leiden, und deren Familien.

## Preisträger

### Comedy
Monika Gruber

 Laudatio: Guido Cantz 

### Entertainment
Hugh Jackman

 Laudatio: Iris Berben 

### Fashion
Claudia Schiffer

 Laudatio: Nico Rosberg 

### Film National
Simon Verhoeven, Palina Rojinski, Florian David Fitz und Eric Kabongo für Willkommen bei den Hartmanns

 Laudatio: Harald Krassnitzer und Ann-Kathrin Kramer 
Mein Blind Date mit dem Leben
Grießnockerlaffäre

### Legende
Tom Jones

 Laudatio: Barbara Schöneberger 

### Millennium
Joachim Gauck

 Laudatio: Sibel Kekilli 

### Musik National
Helene Fischer

 Laudatio: Sam Smith 

### Mut
Ai Weiwei

 Laudatio: Sigmar Gabriel 

### Publikums-BAMBI: Bester Moderator
Kai Pflaume

 Laudatio: Nazan Eckes 
Johannes B. Kerner
Elton
Frank Buschmann

### Schauspieler national
Heino Ferch für Allmen und Spuren des Bösen

 Laudatio: Anna Maria Mühe und Devid Striesow 
Jannis Niewöhner für Jugend ohne Gott und Maximilian – Das Spiel von Macht und Liebe
Kostja Ullmann für Mein Blind Date mit dem Leben

### Schauspielerin national
Alicia von Rittberg für Charité

 Laudatio: Anna Maria Mühe und Devid Striesow 
Emilia Schüle für High Society – Gegensätze ziehen sich an
Julia Koschitz für Das Sacher

### Sonderpreis der Jury
Diane Kruger und Fatih Akin für Aus dem Nichts

 Laudatio: Moritz Bleibtreu 

### Sport
Wladimir Klitschko

 Laudatio: Joachim Löw 

### Stille Helden
Waltraud Hubert

 Laudatio: Florian Silbereisen 

### Unsere Erde
Arnold Schwarzenegger

 Laudatio: Steffen Seibert 
Melati und Isabel Wijsen für Bye Bye Plastic Bags

 Laudatio: Maria Furtwängler 